# Lista orașelor cu cei mai mulți zgârie-nori

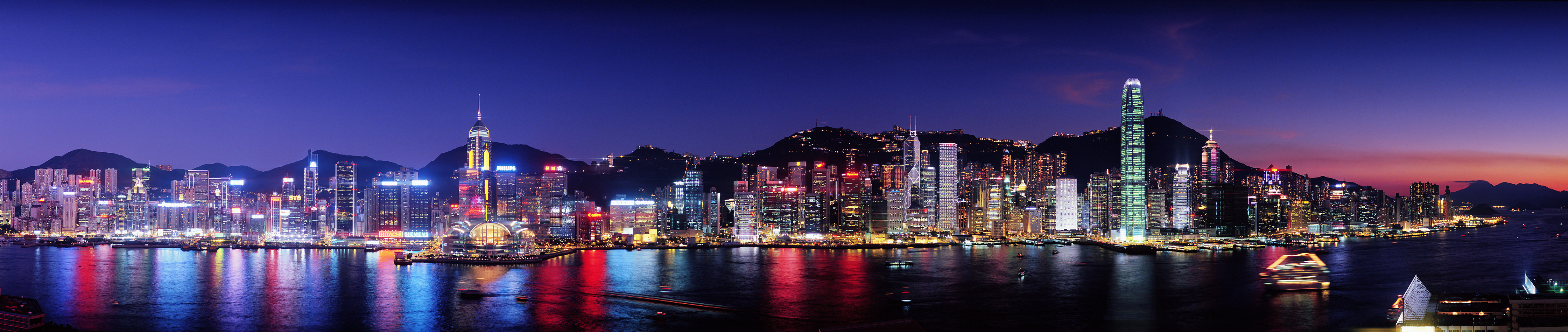
Hong Kong, orașul cu cele mai multe clădiri înalte din lume

Lista orașelor cu cei mai mulți zgârie-nori clasifică orașele din lume pe teritoriul cărora se găsesc clădiri înalte („zgârie-nori”), în funcție de numărul acestora. Un zgârie-nori este definit ca o clădire înaltă locuibilă continuu, care are peste 40 de etaje și o înălțime de peste 150 de metri.
Din punct de vedere istoric, termenul de „clădire înaltă” se referea în anii 1880 la clădiri cu 10 până la 20 de etaje. Definiția s-a schimbat odată cu avansarea tehnologiei de construcție în secolul XX, ceea ce a permis construirea de clădiri mai înalte.
Criteriile terminologice și de listare sunt în conformitate cu definițiile Consiliului pentru clădiri înalte și habitat urban (Council on Tall Buildings and Urban Habitat - CTBUH), o clădire fiind considerată înaltă dacă are o înălțime de peste 150 de metri. Clădirile înalte care ating înălțimi semnificative sunt clasificate în două subgrupe suplimentare: clădiri superînalte („supertall”) dacă măsoară cel puțin 300 de metri și clădiri megaînalte („megatall”) dacă măsoară cel puțin 600 de metri. 
În tabel sunt clasificate orașele cu cel puțin 30 de clădiri existente, cu o înălțime de cel puțin 150 de metri. Ordinea este descrescătoare, în funcție de numărul acestora în fiecare oraș. Datele prezentate în tabel provin din baza de date CTBUH.

## Lista orașelor cu cele mai multe clădiri care depășesc150 m
| Loc   | Oraș                 | Țară/teritoriu        | Imagine | Număr de zgârie-nori |
|       |                      |                       |         |                      |
| ----- | -------------------- | --------------------- | ------- | -------------------- |
| 1     | Hong Kong            | Hong Kong             |         | 563                  |
| 2     | Shenzhen             | China                 |         | 443                  |
| 3     | New York City        | Statele Unite         |         | 317                  |
| 4     | Dubai                | Emiratele Arabe Unite |         | 265                  |
| 5     | Guangzhou            | China                 |         | 203                  |
| 6     | Shanghai             | China                 |         | 195                  |
| 7-8   | Kuala Lumpur         | Malaysia              |         | 192                  |
| 7-8   | Wuhan                | China                 |         | 192                  |
| 9     | Tokyo                | Japonia               |         | 175                  |
| 10    | Chongqing            | China                 |         | 149                  |
| 11    | Chicago              | Statele Unite         |         | 137                  |
| 12    | Chengdu              | China                 |         | 127                  |
| 13    | Bangkok              | Thailanda             |         | 124                  |
| 14    | Jakarta              | Indonezia             |         | 117                  |
| 15    | Mumbai               | India                 |         | 106                  |
| 16    | Shenyang             | China                 |         | 101                  |
| 17    | Singapore            | Singapore             |         | 98                   |
| 18    | Toronto              | Canada                |         | 97                   |
| 19    | Nanning, Guangxi     | China                 |         | 93                   |
| 20    | Hangzhou             | China                 |         | 90                   |
| 21    | Seul                 | Coreea de Sud         |         | 86                   |
| 22    | Changsha             | China                 |         | 85                   |
| 23    | Nanjing              | China                 |         | 80                   |
| 24-25 | Busan                | Coreea de Sud         |         | 77                   |
| 24-25 | Melbourne            | Australia             |         | 77                   |
| 26    | Tianjin              | China                 |         | 76                   |
| 27    | Beijing              | China                 |         | 70                   |
| 28    | Panama City          | Panama                |         | 67                   |
| 29    | Miami                | Statele Unite         |         | 64                   |
| 30    | Zhuhai, Guangdong    | China                 |         | 60                   |
| 31    | Dalian               | China                 |         | 59                   |
| 32    | Istanbul             | Turcia                |         | 57                   |
| 33    | Moscova              | Rusia                 |         | 56                   |
| 34-35 | Doha                 | Qatar                 |         | 55                   |
| 34-35 | Makati, Metro Manila | Filipine              |         | 55                   |
| 36-37 | Hefei, Anhui         | China                 |         | 50                   |
| 36-37 | Incheon              | Coreea de Sud         |         | 50                   |
| 38-40 | Osaka                | Japonia               |         | 46                   |
| 38-40 | Suzhou               | China                 |         | 46                   |
| 38-40 | Sydney               | Australia             |         | 46                   |
| 41    | Abu Dhabi            | Emiratele Arabe Unite |         | 44                   |
| 42    | Londra               | Regatul Unit          |         | 42                   |
| 43    | Jinan                | China                 |         | 41                   |
| 44-45 | Houston              | Statele Unite         |         | 40                   |
| 44-45 | Qingdao              | China                 |         | 40                   |
| 46    | Foshan               | China                 |         | 39                   |
| 47-49 | Nanchang, Jiangxi    | China                 |         | 38                   |
| 47-49 | Penang               | Malaysia              |         | 38                   |
| 47-49 | Xiamen, Fujian       | China                 |         | 38                   |
| 50    | Guiyang              | China                 |         | 36                   |
| 51-52 | Johor Bahru, Johor   | Malaysia              |         | 33                   |
| 51-52 | Macao                | Macao                 |         | 33                   |
| 53-54 | Kunming              | China                 |         | 32                   |
| 53-54 | Ningbo, Zhejiang     | China                 |         | 32                   |
| 55-56 | Los Angeles          | Statele Unite         |         | 30                   |
| 55-56 | Wuxi                 | China                 |         | 30                   |
| 1.    |                      |                       |         |                      |

## Lista orașelor cu cele mai multe clădiri care depășesc150 maflate în construcție
| Loc   | Oraș              | Țară/teritoriu        | Număr de zgârie-nori |
|       |                   |                       |                      |
| ----- | ----------------- | --------------------- | -------------------- |
| 1     | Tokyo             | Japonia               | 29                   |
| 2-10  | Changsha          | China                 | ≥ 25                 |
| 2-10  | Chengdu           | China                 | ≥ 25                 |
| 2-10  | Guangzhou         | China                 | ≥ 25                 |
| 2-10  | Hangzhou          | China                 | ≥ 25                 |
| 2-10  | Toronto           | Canada                | ≥ 25                 |
| 2-10  | Shenzhen          | China                 | ≥ 25                 |
| 2-10  | Wuhan             | China                 | ≥ 25                 |
| 2-10  | Xi'an             | China                 | ≥ 25                 |
| 2-10  | Zhuhai, Guangdong | China                 | ≥ 25                 |
| 11    | Shanghai          | China                 | ≥ 23                 |
| 12    | Kuala Lumpur      | Malaysia              | ≥ 22                 |
| 13    | Suzhou            | China                 | ≥ 18                 |
| 14-15 | Miami             | Statele Unite         | ≥ 17                 |
| 14-15 | Shenyang          | China                 | ≥ 17                 |
| 16    | Hong Kong         | Hong Kong             | ≥ 16                 |
| 17    | Mumbai            | India                 | ≥ 15                 |
| 18-22 | Dongguan          | China                 | ≥ 13                 |
| 18-22 | Dubai             | Emiratele Arabe Unite | ≥ 13                 |
| 18-22 | Jinan             | China                 | ≥ 13                 |
| 18-22 | Nanjing           | China                 | ≥ 13                 |
| 18-22 | New York City     | Statele Unite         | ≥ 13                 |
| 23-25 | Chongqing         | China                 | ≥ 12                 |
| 23-25 | Moscova           | Rusia                 | ≥ 12                 |
| 23-25 | Sydney            | Australia             | ≥ 12                 |
| 26    | Bangkok           | Thailanda             | ≥ 11                 |
| 27-28 | Foshan            | China                 | ≥ 10                 |
| 27-28 | Tel Aviv-Yafo     | Israel                | ≥ 10                 |

## Lista orașelor cu cel puțin o clădire care depășește300 m
| Oraș                         | Țară/teritoriu        | ≥ 600 m | ≥ 500 m | ≥ 400 m | ≥ 300 m |
|                              |                       |         |         |         |         |
| ---------------------------- | --------------------- | ------- | ------- | ------- | ------- |
| Dubai                        | Emiratele Arabe Unite | 1       | 1       | 3       | 33      |
| Shenzhen                     | China                 | –       | 1       | 2       | 21      |
| New York City                | Statele Unite         | –       | 1       | 6       | 17      |
| Guangzhou                    | China                 | –       | 1       | 2       | 11      |
| Chicago                      | Statele Unite         | –       | –       | 2       | 7       |
| Nanjing                      | China                 | –       | –       | 1       | 7       |
| Shanghai                     | China                 | 1       | 1       | 3       | 7       |
| Wuhan                        | China                 | –       | –       | 2       | 7       |
| Changsha                     | China                 | –       | –       | 1       | 6       |
| Hong Kong                    | Hong Kong             | –       | –       | 2       | 6       |
| Kuala Lumpur                 | Malaysia              | 1       | 1       | 4       | 6       |
| Moscova                      | Rusia                 | –       | –       | –       | 6       |
| Nanning, Guangxi             | China                 | –       | –       | 1       | 6       |
| Chongqing                    | China                 | –       | –       | 1       | 5       |
| Abu Dhabi                    | Emiratele Arabe Unite | –       | –       | –       | 4       |
| Busan                        | Coreea de Sud         | –       | –       | 1       | 4       |
| Kuwait City                  | Kuweit                | –       | –       | 1       | 4       |
| Riad                         | Arabia Saudită        | –       | –       | –       | 4       |
| Wuxi                         | China                 | –       | –       | –       | 4       |
| Bangkok                      | Thailanda             | –       | –       | –       | 3       |
| Doha                         | Qatar                 | –       | –       | –       | 3       |
| Guiyang                      | China                 | –       | –       | 1       | 3       |
| Jinan                        | China                 | –       | –       | –       | 3       |
| Kunming                      | China                 | –       | –       | –       | 3       |
| Shenyang                     | China                 | –       | –       | –       | 3       |
| Tianjin                      | China                 | –       | 1       | 1       | 3       |
| Zhuhai, Guangdong            | China                 | –       | –       | –       | 3       |
| Beijing                      | China                 | –       | 1       | 1       | 2       |
| Dalian                       | China                 | –       | –       | –       | 2       |
| Hangzhou                     | China                 | –       | –       | –       | 2       |
| Houston                      | Statele Unite         | –       | –       | –       | 2       |
| Jakarta                      | Indonezia             | –       | –       | –       | 2       |
| Los Angeles                  | Statele Unite         | –       | –       | –       | 2       |
| Nanchang, Jiangxi            | China                 | –       | –       | –       | 2       |
| Seul                         | Coreea de Sud         | –       | 1       | 1       | 2       |
| Suzhou                       | China                 | –       | –       | 1       | 2       |
| Wenzhou                      | China                 | –       | –       | –       | 2       |
| Astana                       | Kazahstan             | –       | –       | –       | 1       |
| Atlanta                      | Statele Unite         | –       | –       | –       | 1       |
| Noua Capitală Administrativă | Egipt                 | –       | –       | –       | 1       |
| Dongguan                     | China                 | –       | –       | 1       | 1       |
| Fuzhou                       | China                 | –       | –       | –       | 1       |
| Gold Coast, Queensland       | Australia             | –       | –       | –       | 1       |
| Hanoi                        | Vietnam               | –       | –       | –       | 1       |
| Ho Chi Minh                  | Vietnam               | –       | –       | 1       | 1       |
| Incheon                      | Coreea de Sud         | –       | –       | –       | 1       |
| Istanbul                     | Turcia                | –       | –       | –       | 1       |
| Kaohsiung                    | Taiwan                | –       | –       | –       | 1       |
| Lanzhou                      | Taiwan                | –       | –       | –       | 1       |
| Liuzhou, Guangxi             | Taiwan                | –       | –       | –       | 1       |
| Londra                       | Regatul Unit          | –       | –       | –       | 1       |
| Mecca                        | Arabia Saudită        | 1       | 1       | 1       | 1       |
| Melbourne                    | Australia             | –       | –       | –       | 1       |
| Monterrey                    | Mexic                 | –       | –       | –       | 1       |
| Mumbai                       | India                 | –       | –       | –       | 1       |
| Ningbo, Zhejiang             | China                 | –       | –       | –       | 1       |
| Osaka                        | Japonia               | –       | –       | –       | 1       |
| Philadelphia                 | Statele Unite         | –       | –       | –       | 1       |
| Qingdao                      | China                 | –       | –       | –       | 1       |
| San Francisco                | Statele Unite         | –       | –       | –       | 1       |
| Santiago                     | Chile                 | –       | –       | –       | 1       |
| Sankt Petersburg             | Rusia                 | –       | –       | 1       | 1       |
| Taipei                       | Taiwan                | –       | 1       | 1       | 1       |
| Tokyo                        | Japonia               | –       | –       | –       | 1       |
| Varșovia                     | Polonia               | –       | –       | –       | 1       |
| Xi'an                        | China                 | –       | –       | –       | 1       |
| Yantai, Shandong             | China                 | –       | –       | –       | 1       |
| Zhenjiang                    | China                 | –       | –       | –       | 1       |
| Zhongshan, Guangdong         | China                 | –       | –       | –       | 1       |